# 久能城
久能城（くのうじょう）または久能山城（くのうざんじょう）は、静岡県静岡市駿河区根古屋（ねごや）にあった日本の城。現在は久能山東照宮となっている。

## 概要
静岡平野に独立し、駿河湾に面した標高307メートルの有度山（日本平）山中の一角、駿河湾に臨む標高210メートルの支尾根に立地する。古代から山岳寺院（久能寺）が開かれた場所であった。山城としては、駿府市街や平野部が全く見えず、眼下に駿河湾を見下ろす場所であることから、もっぱら海上を監視するための城塞であったと考えられている。
尾根最上部を平坦にして曲輪が配置されていたとみられるが、現在は久能山東照宮となっており日本平ロープウェイなども造られていることから、近世～近代以降の改変が著しく山城（またはそれ以前の山寺）時代の遺構は尾根西側の一部を除いてあまり残っていないと見られる。
築城年代は、武田信玄が駿河侵攻を開始し、今福友清・虎孝・昌和が当地に入って久能寺を他所へ移転した永禄11年（1568年）とされるが、これ以前の天文5年（1536年）に起きた今川氏輝の跡目争い花倉の乱の際に、玄広恵探派が当地を拠点としていることから（『高白斎記』）、既に今川氏時代に山寺兼城塞として機能していたとみられる。
天正10年（1582年）に武田氏が滅び、今福虎孝が自刃。今福昌和も戦死すると徳川家康の城となった。その後元和2年（1616年）に家康が死去し、御廟所（東照宮）となったことで城としての役割を終えたという。